# Hetereleotris bipunctata
Hetereleotris bipunctata är en fiskart som beskrevs av Tortonese, 1976. Hetereleotris bipunctata ingår i släktet Hetereleotris och familjen smörbultsfiskar. Inga underarter finns listade i Catalogue of Life.